# Висотомер
Висотомер, също и алтиметър (на английски: altimeter) е прибор за измерване на надморска височина на базата на разликата в атмосферното налягане. Обикновено се използва анероиден барометър.
Измерването на надморска височина се нарича измерване на височина, докато батиметрията изучава измерването на дълбочина под вода.

## Употреба
Барометричен алтиметър, използван заедно с топографска карта, може да помогне в определянето на позицията. Той е по-надеждно, а често и по-точно средство от GPS-приемник за измерване на височината; сигналът на GPS може да не е наличен, когато човек е дълбоко в каньон, или може да даде много неточни височини, когато всички налични сателити са близо до хоризонта. Тъй като барометричното налягане се променя според атмосферните условия, туристите трябва периодично отново да калибрират своите алтиметри при достигане на известна височина, например дадена пътека, кръстопът или връх, които са маркирани върху топографска карта.

### При самолетите
Барометърът измерва атмосферното налягане от фиксиран модул извън самолета. Налягането на въздуха намалява с увеличаване на надморската височина с около 100 hPa на 800 m.
Висотомерът е калибриран за да покаже налягането директно като надморска височина над средното морско равнище, в съответствие с атмосферен математически модел, дефиниран за международен стандарт от атмосферата (МОС). По-старите въздухоплавателни средства, използват обикновено барометър, на който стрелката прави по-малко от един оборот около циферблата от нула до пълната скала. Този дизайн еволюира до алтиметри с първична стрелка и една или повече вторични стрелки, които показват броя на оборотите, подобно на циферблата. С други думи всяка стрелка показва различна цифра от стойността на измерваната текущата надморска височина. Въпреки това този дизайн е излязъл от употреба, поради риск от неправилен прочит в стресови ситуации. Дизайнът се развил по-нататък и се е появил барабанен тип алтиметри, последната стъпка в аналогова апаратура, където всеки оборот на една-единствена секция, отчита 1000 фута, с хиляда стъпки, записани на цифров индикатор барабанен тип. За да се определи надморската височина, пилотът трябва първо да отчете секцията на барабана за определяне на хилядите, след това да погледне в секцията за стотиците. Модерните аналогови алтиметри в транспортните самолети са обикновено барабанен тип. Най-новото развитие е електронна система за полет по прибори с интегрирани цифрови алтиметърни дисплеи, даващи по-голяма яснота. Тази технология е навлязла първо в специалните и военни самолети, а сега е стандарт в много масови въздухоплавателни средства.